# Oberes Drautal
Das Obere Drautal ist ein Teil des Drautals in den österreichischen Bundesländern Kärnten und Osttirol. Es reicht von Lienz bis Möllbrücke. 

## Geografie

### Lage
Das Obere Drautal beginnt in Lienz bei der Mündung der Isel in die Drau in einer Höhe von 673 Metern über der Adria und endet bei der Mündung der Möll in die Drau bei Möllbrücke auf 550 Meter Meereshöhe. Das Tal hat eine Länge von rund 60 Kilometern mit einem Einzugsgebiet von 698,8 Quadratkilometern. Im Norden wird das Obere Drautal von der Schobergruppe und der Kreuzeckgruppe begrenzt, im Süden von den Lienzer Dolomiten und den Gailtaler Alpen.

### Nebentäler
Die größten Nebentäler der Oberen Drau sind:
- Seebachtal von rechts vor Dölsach
- Debanttal von links bei Dölsach
- Auenlaue-Tal von rechts bei Nikolsdorf
- Tal der Großen Laue von links bei Nörsach
- Gailbergbach-Tal von rechts bei Oberdrauburg
- Tobelbach-Tal (auch Doblbach-Tal) von links bei Simmerlach (Irschen)
- Draßnitzbachtal von links bei Dellach
- Gnoppnitzbachtal von links bei Greifenburg
- Grabachtal von links bei Steinfeld
- Siflitzbach-Tal von rechts bei Lind

### Wichtige Orte
Die wichtigsten Orte im Oberen Drautal sind (flussabwärts): Lienz, Oberdrauburg, Greifenburg, Steinfeld und Möllbrücke.

## Geschichte
Auf eine Besiedlung in der Jungsteinzeit weisen Keramikfunde bei Lavant hin.

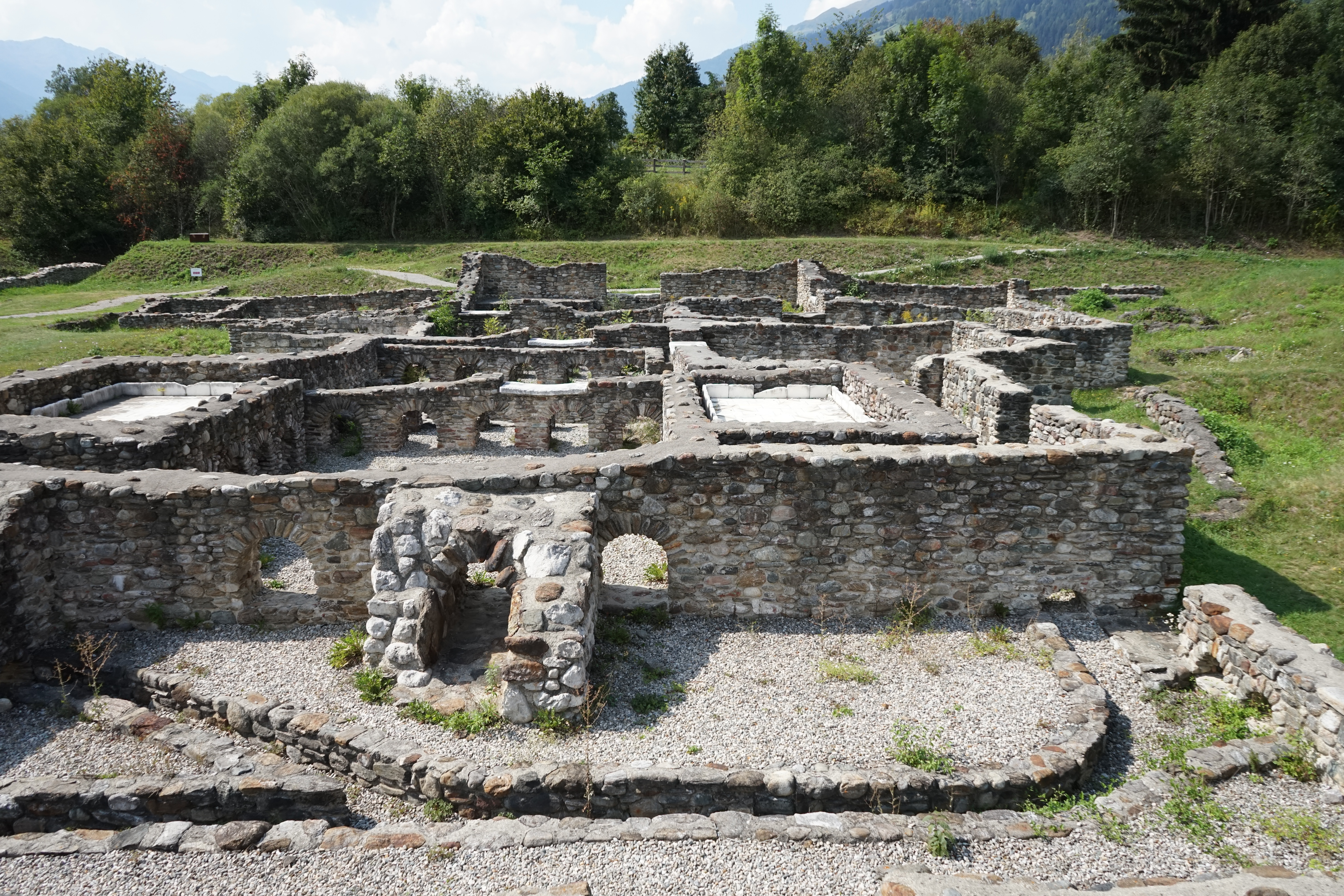
Römische Ausgrabungen in Aguntum

Die römische Siedlung Aguntum spielte in den ersten beiden Jahrhunderten nach Christus eine wichtige Rolle und wurde von Kaiser Claudius zur Stadt erhoben. Die Via Julia Augusta führte von Aquilea über Plöckenpass und Gailbergsattel ins Drautal und teilte sich bei Irschen. Der westliche Teil führte nach Aguntum, der östliche Zweig nach Teurnia bei Spittal an der Drau.
Bei Irschen wurden bei Grabungen im Jahr 2016 die Reste einer Höhensiedlung aus der Zeit zwischen dem vierten und dem sechsten Jahrhundert entdeckt.
Bereits aus dem Jahr 1209 gibt es Aufzeichnungen, dass im Oberen Drautal geflößt wurde. Hauptsächlich transportiert wurden Holz, Holzkohle, Eisenwaren und Stoffe. Besonders im 17. Jahrhundert war der Fluss ein wichtiges Transportmittel für Sägewerke und später für Zellulosefabriken. Mit dem Bau der Eisenbahn verlor die Flößerei an Bedeutung, endgültig aufgegeben wurde sie in der Mitte des 20. Jahrhunderts.

## Wirtschaft und Infrastruktur
Wichtige Wirtschaftsbetriebe im Oberen Drautal sind Alpha Tech Präzisionsbau GmbH, KVS SANSYSTEM-Fertigbäder GmbH, Weissenseer Holz-System-Bau GmbH, Holzbau THALMANN, sowie die bereits 1935 gegründete WinklerBau GmbH.

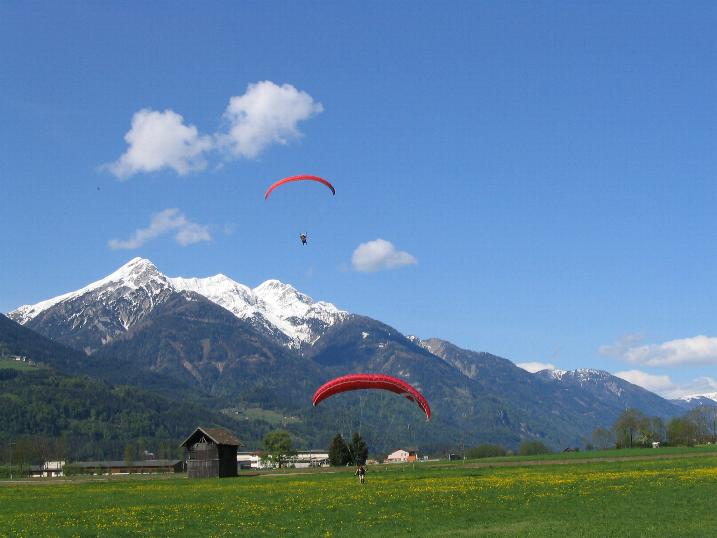
Landeplatz für Paragleiter in Greifenburg

### Fremdenverkehr
Die Region Oberes Drautal bietet vor allem Sport- und Freizeitaktivitäten in der freien Natur, vom Radfahren, Lamatrekking, Paragleiten, Segeln und Surfen, Klettern, Golfen oder Bogenschießen bis hin zum Kanuwandern auf der Drau.

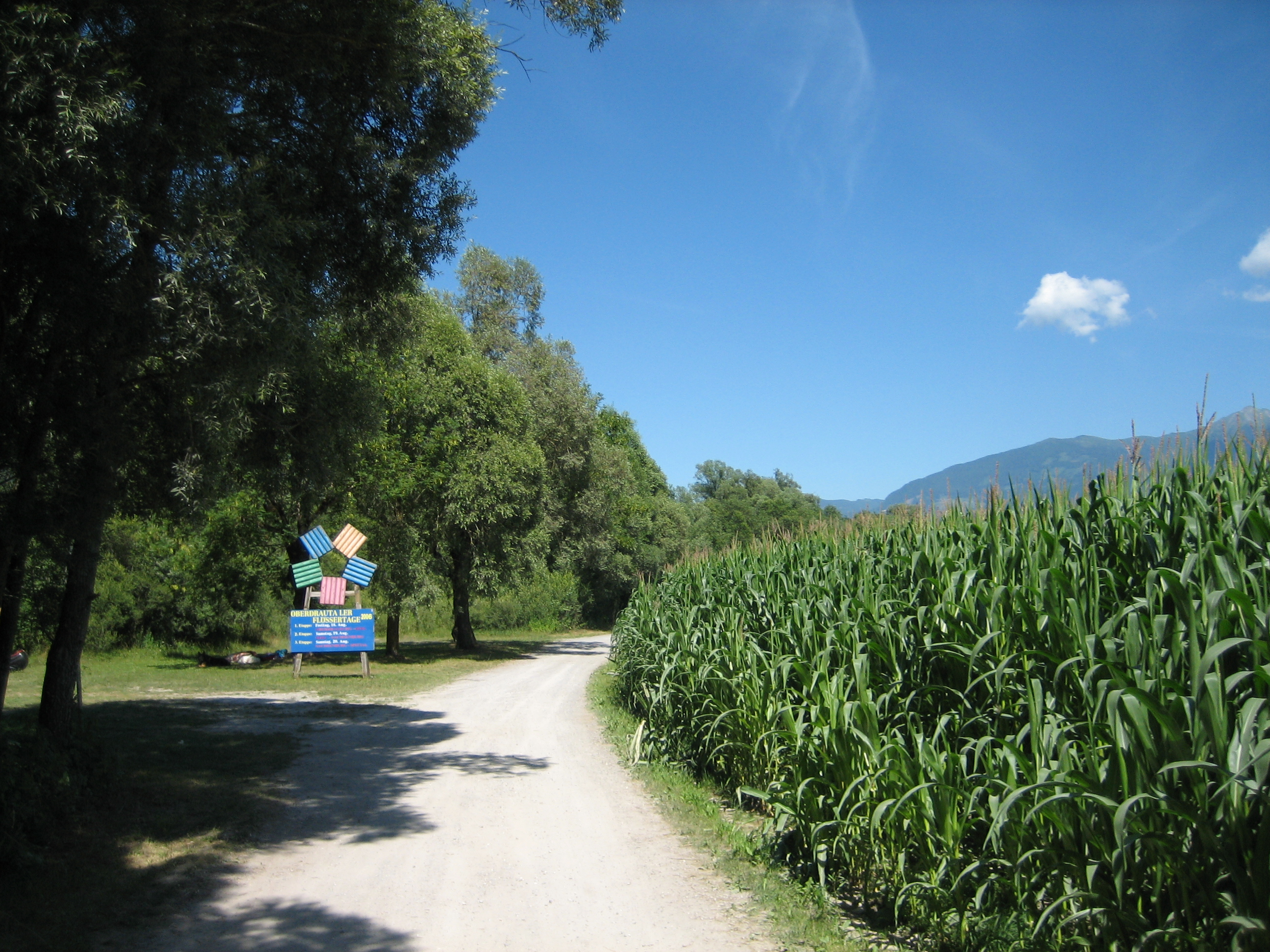
Der Drauradweg bei Steinfeld

### Verkehr
- Eisenbahn: Die 1871 eröffnete Drautalbahn[10] wurde 1989 elektrifiziert.[11]
- Straße: Die wichtigste Straßenverbindung ist die Drautal Straße B100. Von dieser zweigen bei Debant die Großglockner Straße B107 ins Mölltal, bei Oberdrauburg die Plöckenpass Straße  B110 ins Gailtal und bei Greifenburg die Weißensee Straße B87 zum Weißensee ab.
- Radweg: Der Drauradweg verläuft von Lienz bis Oberdrauburg den Fluss entlang, dann entfernt er sich immer wieder von der Drau.[12]